# Böcker Tivadar
Böcker Tivadar (Újpest, 1931. április 1. – Budapest, 2015. június 18.) geológus, hidrogeológus, barlangkutató.

## Élete
A Műszaki Egyetemen geológus mérnöki diplomát szerzett 1954-ben. Ezután egyetemi doktor lett és a kandidátusi fokozatot is elérte.
A Nagykőrösi református temetőben temették el 2015. július 3-án.

## Munkássága
Az Alumíniumipari Tervező Intézetben foglalkozott a bauxitbányászat aktív, termelés előtti víztelenítésével. Ez a munkássága 1960-ban kezdődött el. A sok megjelent tanulmányában a tektonika és a karsztosodás viszonyait mutatta be. Az ALUTERV-i munkahelye után a Központi Földtani Hivatal következett, ahol nem sok ideig dolgozott. Ezután került a Vízgazdálkodási Kutató Intézethez, ahol vezetője lett a Karsztvízkutatási Osztálynak. Itt 15 évig tevékenykedett. Ekkor sok elméleti és gyakorlati, hazai és nemzetközi vonatkozású eredményt ért el. 1981 és 1991 között megint az ALUTERV biztosított számára munkalehetőséget. Ekkor főleg környezeti problémákkal foglalkozott, elsősorban a Hévízi-tó vízhozamának a csökkenésével és a csökkenés megakadályozásával.
Alapító és 1990-ig egyetlen magyar tagja volt a Hidrogeológusok Nemzetközi Szövetsége karsztos kőzetek hidrogeológiájával foglalkozó állandó bizottságának, amelyet 1970-ben hoztak létre.
A Magyar Karszt- és Barlangkutató Társulatnak 1969-ben lett tagja. Éveken keresztül a Karszthidrológiai Szakbizottságot vezette. Főtitkár 1974–1979 között, társelnök 1981-től 1986-ig volt. A társulat Kadić Ottokár-éremmel tüntette ki 1978-ban a tudományos tevékenységéért. 1984-ben pedig a társulat Herman Ottó-érmét nyerte el. A megszűnéséig szerkesztette a Karszt- és Barlangkutatási Tájékoztatót. 2016-ban, posztumusz tiszteleti tagja lett a szervezetnek.

## Munkáiból
- A karsztosodás, a tektonika és a karsztvíz kérdéseiről a bauxitbányászatban. Bányászati Lapok, 1963. (96. évf.) 2. sz. 99–102. old.
- A kőzetek fúrhatósága. Bányászati Lapok, 1963. (96. évf.) 8. sz. 522–524. old.
- Karszthidrológiai vizsgálatok a nyersanyagkutatás során. Földtani Kutatás, 1965. (8. évf.) 1. sz. 29–33. old.
- A nyírádi bauxitelőfordulás vízföldtani viszonyai. Bányászati Lapok, 1965. (98. évf.) 1. sz. 25–35. old. és 2. sz. 99–117. old.
- A budapesti hévízkutak összefüggésének vizsgálata. Vízügyi Közlemények, 1967. (49. évf.) 3. sz. 365–389. old.
- (Müller Péterrel közösen): A Dunántúli-Középhegység karsztvízmegfigyelő hálózatának terve. VITUKI beszámoló, 1967.
- Nyírádi bauxitterület hidrogeológiai viszonyai. A Nehézipari Műszaki Egyetem Közleményei, 1967. 15. köt. 3–6. old.
- Felszínalatti vízáramlás vizsgálata karsztos-hasadékos kőzetben modellezéssel. VITUKI témabeszámoló, 1968.
- Az első karsztvíz megfigyelő kút a Bükk hegységben. Hidrológiai Tájékoztató, 1969. (9. évf.) 1. sz. 108–109. old.
- A Gellérthegy gyomrában. Természet Világa (Természettudományi Közlöny), 1969. (13. (100.) évf.) 11. sz. 500–501. old.
- Karstic Water Research in Hungary. Bulletin of IASH, 1969. IVX. köt. 4–12/1969.
- A magyarországi karsztvízkutatás jelenlegi helyzete. Vízügyi Közlemények, 1969. (51. évf.) 4. sz. 485–498. old.
- A karsztvizek mozgásviszonyai természetes körülmények között. II. Anyag és Energia Áramlási Ankét, 1971. MTA kiadvány.
- A Keleti Bükk karszthidrológiai kutatása a források hasznosítása céljából. - III. 3–6. szám. VITUKI tanulmány, Kézirat, 1971.
- A Nemzetközi Hidrológiai Szövetség Karszthidrogeológiai Bizottságának alakuló ülése. Karszt és Barlang, 1971. 1. félév. 39–40. old.
- Theoretical model for karstic rocks. Karszt- és Barlangkutatás, 1972. (7. köt.)
- Barlangnap Tatabányán. Karszt és Barlang, 1973. 1–2. félév. 53. old.
- Vízhozamkiegyenlítés a Felső Szinva forrásnál. Hidrológiai Tájékoztató, 1973. (13. évf.) 1. sz. 73–74. old.
- A beszivárgás meghatározása karsztvidéken a negyedévi határcsapadékok módszerével. VITUKI beszámoló, Budapest, 1974. 207–216. old.
- Dinamics of Subterranean Karstic Water Flow. Karszt- és Barlangkutatás, 1973–1974. (8. évf.) 107–146. old.
- A Nemzetközi Karszthidrogeológiai Bizottság 1974. évi ülése. Karszt és Barlang, 1974. 2. félév. 98. old.
- Böcker Tivadar – Csoma Jánosné – Liebe Pál – Lorberer Árpád – Major Pál: A felszínalatti vízkészletek komplex kutatása a bükkábrányi tervezett külfejtés környezetében. Általános Földtani Szemle (a Magyarhoni Földtani Társulat Általános Földtani Szakosztályának időszakos kiadványa), 1974. 7. sz. 41–48. old.
- A barlangi csepegés és a beszivárgás kapcsolata a Bükk-hegység keleti részén. Karszt és Barlang, 1975. 1–2. félév. 5–7. old.
- Böcker Tivadar – Csoma Jánosné – Liebe Pál – Lorberer Árpád – Major Pál – Müller Pál: A felszín alatti vízforgalom elemzése a Bükk-hegység déli előterében. Vízügyi Közlemények, 1975. (57. évf.) 2. sz. 183–209. old.
- Balatonkörnyéki karsztvizek mennyiségi és minőségi védelme. Balatoni Ankét, 2. 1976. A Magyar Hidrológiai Társaság kiadványa.
- Karszthidrológiai kutatások a Bükkben Miskolc vízellátása érdekében. 1976. évi tudományos napok. Budapest, 1976. VITUKI.
- A hazai karsztvízkutatás gazdasági jelentősége. Karszt és Barlang, 1977. 1–2. félév. 17–22. old.
- Beszámoló a VII. Nemzetközi Szpeleológiai Kongresszusról. Karszt és Barlang, 1977. 1–2. félév. 59–61. old.
- Economic significance of karst water research in Hungary. Karszt és Barlang, 1977. Special Issue. 27–30. old.
- Főtitkári beszámoló az 1976. évről és a Társulat 1977. évi munkaterve és költségvetése az 1977. május 21-i küldöttközgyűlésre. A Magyar Karszt- és Barlangkutató Társulat kiadványa, Bp. 1977.
- Nemzetközi Karszthidrológiai Szimpózium. (Szerkesztő Hazslinszky Tamással közösen.) Bp. 1978. 498 oldal.
- A magyar karszt- és barlangkutatás húszéves eredményei. Karszt és Barlang, 1978. 1–2. félév. 4–6. old.
- Nemzetközi Karszthidrológiai Szimpózium. Karszt és Barlang, 1978. 1–2. félév. 62. old.
- Az MKBT és a népgazdaság. Karszt és Barlang, 1978. 1–2. félév. 71. old.
- Főtitkári beszámoló az 1974. II. 17. – 1978. IV. 29. közötti időszakról az 1978. április 29-i Tisztújító Küldöttközgyűlésre. A Magyar Karszt- és Barlangkutató Társulat kiadványa, Bp. 1978.
- Karszthidrológia, hidrogeológia. In: Hazslinszky Tamás szerk.: 70 éves a szervezett magyar karszt- és barlangkutatás. 1910–1980. Bp. 1980.
- Szilágyi Gábor – Böcker Tivadar – Schmieder Antal: A Bükk hegység regionális hidrodinamikai képe és karsztvízforgalma. Hidrológiai Közlöny, 1980. (60. évf.) 2. sz. 49–55. oldal
- Karsztterületek hidrogeológiája. A magyar kiadás 1982-ben jelent meg. A fordítást szakmailag Böcker Tivadar ellenőrizte.
- A nemzetközi Hidrogeológiai Szövetség Karszthidrogeológiai Állandó Bizottságának budapesti ülése. Karszt és Barlang, 1983. 1–2. félév. 69–70. old.
- A beszirvárgás folyamatának vizsgálata karsztos területen. Földtani Kutatás, 1986. (29. évf.) 4. sz. 57–62. old.
- Liebe Pál – Böcker Tivadar – Höriszt György: A Dunántúli-középhegység főkarsztvíz-tárolójában és a kapcsolódó vízrendszerekben bekövetkezett változások. Földtani Kutatás, 1986. (29. évf.) 4. sz. 85–90. old.
- Liebe Pál – Szilágyi Gábor – Böcker Tivadar – Lorberer Árpád: A Hévízi-tó és közvetlen környezetének állapota 1985-ben. Földtani Kutatás, 1986. (29. évf.) 4. sz. 71–84. old.
- A Hévízi-tó és a bauxitbányászat. Hidrológiai Közlöny, 1987. (67. évf.) 5–6. sz. 343–345. old.
- Böcker Tivadar – Hőriszt György: A Dunántúli-középhegység főkarsztvízszintjének előrejelzése az 1992-2010 közötti időszakra. Hidrológiai Közlöny, 1992. (72. évf.) 5–6. sz. 345–360. old.
- Ivóvízbázisaink védelme. Mérnök Újság, 2005. (12. évf.) 1. sz. 16–17. old.
- Bauxit - Bánya - Víz. Bányászati és Kohászati Lapok. Bányászat. 2007. (140. évf.) 6. sz. 43–46. old.

## Előadásaiból
- Beszivárgás-vizsgálat a karszton. Előadás az 1974. évi „Karszt és Klíma“ pécsi ankéton.